# Por i fàstic a Las Vegas
Por i fàstic a Las Vegas (títol original: Fear and Loathing in Las Vegas: A Savage Journey to the Heart of the American Dream) és una pel·lícula estatunidenca del 1998, adaptació de la novel·la de Hunter S. Thompson, Fear and Loathing in Las Vegas: A Savage Journey to the Heart of the American Dream, publicada el 1972. Relata el viatge a Las Vegas d'un periodista i del seu advocat que es lliuren a un frenesi de consum de drogues diverses.
El projecte del film s'havia considerat feia molts anys però les temptatives fetes per diferents realitzadors havien fracassat totes. Johnny Depp i Benicio del Toro són els dos intèrprets principals d'aquest film, els seus personatges estan basats respectivament en el mateix Hunter S. Thompson i Oscar Zeta Acosta, i s'han preparat intensivament per als seus papers. Por i fàstic a Las Vegas va ser un fracàs comercial i de crítica en la seva estrena al cinema però després ha esdevingut una pel·lícula de culte.

## Repartiment
- Johnny Depp: Raoul Duke
- Benicio del Toro: Dr. Gonzo
- Tobey Maguire: el auto-stopista
- Ellen Barkin: la criada al North Star Cafe
- Gary Busey: l'agent de patrulla de la carretera
- Craig Bierko: Lacerda
- Cameron Diaz: la periodista tele rosa
- Mark Harmon: el periodista de la revista
- Katherine Helmond: la recepcionista de l'hotel
- Michael Jeter: Dr. L. Ron Bumquist
- Christopher Meloni: Sven, el recepcionista de l'hotel Flamingo
- Christina Ricci: Lucy
- Harry Dean Stanton: el jutge
- Gregory Itzin: l'empleat de l'hotel
- Jenette Goldstein: Alice
- Richard Riehle: el xofer del Buggy Dune
- Verne Troyer

## Producció

### Desenvolupament del projecte
La idea de fer un film a partir de la novel·la de Hunter S. Thompson va estar molt de temps en projecte abans de veure la llum finalment. Martin Scorsese i Oliver Stone tots dos van provat de desenvolupar aquest projecte però van acabar per renunciar. En l'origen del projecte, Jack Nicholson i Marlon Brando havien estat considerats per fer els papers de Raoul Duke i de Gonzo, després Dan Aykroyd i John Belushi. John Cusack, que ja havia dirigit la versió teatral de la novel·la, va ser a continuació a punt de ser contractada per al paper principal, però Hunter S. Thompson mentrestant havia trobat Johnny Depp i hi havia quedar persuadit que ningú altre podria fer el paper.
Ralph Bakshi va provar a continuació de convèncer la xicota de Hunter S. Thompson, a qui aquest últim havia donat els drets d'adaptació de la novel·la, de deixar-lo realitzar un film d'animació a l'estil de les il·lustracions del llibre de Ralph Steadman, pensant que una versió animada seria més realista que un film, però va fracassar en la seva empresa. Rhino Films va començar a treballar sobre la seva versió del projecte des de 1992. El productor Stephen Nemeth volia que el film fos dirigit per Lee Tamahori però no estava disponible en la data limit (16 febrer de 1997, ja que el film havia d'estrenar-se abans que expiressin els drets). Davant el refús de Thompson de prolongar els drets d'adaptació, Rhino Films dona llavors llum verda per fer el film i contracta Alex Cox, que va començar a escriure el guió en col·laboració amb Tod Davies, una universitària de UCLA especialista de l'obra de Thompson, i Johnny Depp i Benicio del Toro van ser contractats per tenir els dos papers principals. Però, en el transcurs de la fase de preproducció, Cox va tenir dierències amb la productora Laila Nabulsi i aquesta va forçar Rhino Films a escollir entre els dos. L'estudi va despatxar llavors Cox, donant-li 60.000 $ per als drets del script. Aquest acomiadament va suposar més tard un conflicte amb la Writers Guild of America.
Aquest acomiadament va causar més tard un conflicte amb la Writers Guild of America, ja que per pagar-los, Terry Gilliam i Tony Grisoni havien de provar que havien escrit almenys un 60 % del script, cosa que era impossible perquè les escenes s'havien tret de la novel·la i doncs eren similars. Va aparèixer durant un temps que només Cox i Davies anaven a ser acreditats per al guió del film però la WGA va desdir-se de la seva decisió inicial i els quatre guionistes van ser finalment acreditats. Tanmateix, Terry Gilliam va cremar públicament el seu carnet de membre de la WGA en senyal de protesta

### Preproducció
Després de l'acomiadament d'Alex Cox, Rhino Films va contractar Terry Gilliam i se li va concedir una extensió dels drets d'adaptació de part de Thompson, però amb la condició expressa que Gilliam portés el projecte a bon port. Thompson pensava en efecte que Rhino Films buscava guanyar temps amb la finalitat de rebutjar encara el projecte i, inquiet, va començar a posar més condicions. Rhino Films no s'hi aferrava tant, en cas que Gilliam no aconseguis acabar el projecte, i va amenaçar de fer-lo amb Cox i sense Johnny Depp i Benicio del Toro, amb gran desconcert d'aquests dos actors. Universal Pictures va intervenir llavors per assegurar la distribució del film i va pagar una bestreta de 500.000 a Depp i Gilliam, però el realitzador no tenia encara un contracte definitiu. En represàlia per totes les incomoditats que la societat els havia causat, Depp i Gilliam van prohibir l'accés a l'escenari als representants de Rhino Films durant tot el rodatge.
La decisió va ser finalment no utilitzar el script de Cox i Davies, cosa que deixava només deu dies a Terry Gilliam per a escriure'n un altre. El realitzador va cridar a Tony Grisoni per ajudar-lo, i tots dos van escriure un nou script al domicili de Gilliam durant el mes de maig de 1997. Un nou guió va ser escrit pels dos homes en vuit dies de treball intensiu, després de tornar a revisar durant els dos dies que quedaven. Una de les escenes més importants del llibre que Terry Gilliam volia incorporar de totes totes al film era la confrontació entre Duke i Gonzo i la cambrera del North Star Coffee Lounge. Johnny Depp i Benicio del Toro es van preparar a fons en vista dels seus papers respectius al film. Del Toro va agafar una vintena de quilos en nou setmanes i es va llançar a investigacions aprofundides sobre la vida d'Oscar Zeta Acosta, l'autèntic Gonzo. Durant la primavera de 1997, Johnny Depp es va instal·lar al soterrani del domicili de Hunter S. Thompson i hi va viure durant quatre mesos, efectuant investigacions sobre el seu paper i estudiant els hàbits i els tics de comportament de Thompson.

L'actor va repassar a fons el manuscrit original, però igualment els llibres de notes i els records que Thompson havia guardat del seu viatge. En aquest sentit, Depp recorda: 
| « | Ho havia guardat tot. No només és [el llibre] la veritat, sinó que hi ha més. I és pitjor. | » |

Depp va intercanviar igualment el seu cotxe amb el Chevrolet Caprice cabriolé vermell de Thompson, conegut pels seguidors amb el nom de «Gran tauró vermell» ('The Great Red Shark), i el va conduir per les carreteres califòrnianes durant la seva preparació per al paper.
L'actor va manllevar a Thompson nombrosa roba que porta a la pel·lícula (sobretot les camises hawaianes i la jaqueta de patchwork), i l'escriptor va afaitar el crani de Johnny Depp per reproduir la seva pròpia calvicie. D'altres objectes que es poden veure a la pel·lícula, com la pitillera, els barrets, el medalló de plata (qui li havia estat donat per Acosta) i el document d'identitat van ser igualment manllevats a Thompson.
Al principi, els estudis havien demanat a Terry Gilliam de transportar l'acció als anys 1990, però, després d'haver reflexionat, el realitzador va rebutjar aquesta demanda perquè considerava que això seria com presentar excuses per al llibre i que no ho volia, estimant que el film havia de ser « una representació fidel del llibre, que era una representació fidel d'una època, d'un lloc i de gent ben particular ».

### Rodatge
Segons Terry Gilliam, no hi havia pressupost definitiu ben establert quan va començar el rodatge. El director de fotografia Nicola Pecorini va ser contractat per una bobina d'audició que havia enviat a Gilliam, que s'hi havia divertit pel fet que era borni (havia perdut l'altre ull a causa d'un càncer de retina). Segons Pecorini, la imatgeria del film ha estat influïda per les pintures de Robert Yarber, que qualifica d'al·lucinatories i que 
| « | utilitzen tota mena de llums de neó, amb fonts de color que no tenen necessàriament una lògica. | » |

 Terry Gilliam estima que han fet servir aquestes pintures com una guia, tot barrejant la nostra paleta amb colors fluorescents profundament inquietants.
El rodatge a Las Vegas va començar el 3 d'agost de 1997 i va durar 56 dies.
La producció va tenir problemes pel rodatge en un casino, l'equip estava autoritzat a rodar només entre dues i sis del matí, amb només sis taules pels figurants, que havien de jugar realment amb diners. Els exteriors del Bazuca Circus van ser rodats davant del casino Stardust, i els interiors construïts en un estudi de gravació de la Warner Bros. a Hollywood. Per donar a Las Vegas l'aspecte que la ciutat tenia els anys 1970, Gilliam i Pecorini van utilitzar imatges en projecció darrere (tècnica consistint a projectar una pel·lícula sobre una pantalla situada darrere els actors per fer creure que els actors són davant la decoració filmada) provenint de la sèrie de televisió Vegas.
Per a les escenes que es desenvolupaven al desert, Pecorini desitjava una qualitat d'imatge específica i no definida sense autèntic horitzó, per evocar la noció que el paisatge era sense fi i amb la finalitat de subratllar « una certa forma de irrealitat fora del vehicle dels personatges, perquè tot el que els importa es troba a l'interior del cotxe ». Per a l'escena on Raoul Duke té al·lucinacions en una sala plena de llargandaixos gegants, l'equip havia considerat disposar de 25 rèptils animatrònics però n'havia rebut només set o vuit. Llavors va haver d'emprar tècniques de moviment programat sobre ordinador i va fer múltiples preses vestint els rèptils amb roba diferent cada vegada amb la finalitat de donar la il·lusió d'una sala plena d'aquestes llangardaixos gegants.
Des del començament del rodatge, era intenció de Terry Gilliam de donar la impressió d'un deliri de droga del començament al final, tot sent conscient que sortiria un film que semblaria caòtic i desordenat. El realitzador va dit en una entrevista que l'objectiu era que el film arrenqués de baix com una boja i irrespectuosa comèdia però que, a poc a poc, els murs es refermin sobre els personatges sense que hi hagi cap escapatòria possible per a ells de sortir del seu malson. Per evocar els efectes de les diferents drogues, Gilliam i Pecorini van establir una llista de « fases» detallant les qualitats cinematogràfiques de cada droga consumida. Per a l'èter, Pecorini diu que han utilitzat una profunditat de camp bastant vaga per l'adrenocrom on tot es fa estret i claustrofòbic, acostant l'objectiu, els efectes de la mescalina eren simulats per molts colors barrejats, enllumenats sense fonts, i jugant amb les temperatures de colors, i per l'LSD tot era extremadament gran, amb al·lucinacions a través dels moviments, les formes, els colors i el so.
Hunter S. Thompson fa un breu cameo al film, apareixent a la pantalla en una escena de flashback que té lloc en un club de San Francisco. Flea, el baixista dels Red Hot Chili Peppers, apareix una mica més tard al mateix flashback en el paper d'un hippy.

### Acollida crítica
El film ha rebut crítiques regulars. Recull un 49 % de crítiques positives, amb una nota mitjana de 5,7⁄10 i sobre la base de 65 crítiques recollides, en el lloc internet Rotten Tomatoes. En el lloc Metacritic, obté un resultat de 41⁄100, sobre la base de 19 crítiques recollides.
Entre les crítiques positives, Michael Sullivan, del The Washington Post, pensa que « el que eleva el film més enllà d'una simplíssima crònica de drogats és el mateix que ha elevat el llibre al regne de la literatura. És el sentiment que Gilliam, com Thompson, és totalment als comandaments tot abandonant-se a les forces imprevisibles independents de la seva voluntat ». Kent Jones escriu a Cahiers du cinéma, que la 
| « | prodigiosa inventiva visual | » |

 serveix de maravella 
| « | l'estrany univers dels anys 1970 | » |

 i que el film restitueix amb una inquietant exactitud l'extrema polarització de les forces en aquella època. Gene Siskel, del Chicago Tribune, nota que el film ha aconseguit. agafar els temes del llibre, afegint que 
| « | l'argument del film, com el tema del llibre, és utilitzar Las Vegas com una metàfora del pitjor d'Amèrica i dels seus extrems, l'obsessió per als diners i la vulgaritat visual d'Amèrica | » |

. Luc Honorez, de Le Soir, evoca una purga, no sempre ben dosificada, però necessària, 
| « | al·legoria frondosa d'un final de segle palpitant que no té cap possibilitat, ai, d'agradar al públic | » |

, encara que beneficiant-se de la interpretació d'un Johnny Depp i afirma en conclusió que 
| « | detestareu aquest film | » |

.

### Premis
Johnny Depp, per a la seva actuació en el paper de Raoul Duke, ha rebut el Golden Aries al millor actor estranger 1998, per la Russian Guild of Film Critics.
El film ha estat presentat en competició per a la Palma d'Or al Festival de Canes 1998.